# Harley-Davidson Street Glide
La Street Glide è una motocicletta stradale costruita dall'Harley-Davidson dal settembre 2005.

## Il contesto
Presentata nell’autunno del 2005, da un'idea di Willy G. Davidson, la Harley Davidson Street Glide nasce come sorella della più imponente e turistica Electra Glide. Come il Road King, l’Electra Glide e la Road Glide, la Street Glide fa parte della famiglia delle “Touring”, cioè le motociclette Harley Davidson più grosse e turistiche con borse laterali, sospensioni regolabili e protezioni aerodinamiche, che si differenziano appunto per il carattere prettamente turistico, sia come capacità di carico che di comodità. Street Glide scaturisce appunto dall'esigenza di creare una bagger hot-rod senza rinunciare alle caratteristiche peculiari di comodità e grandezza di una touring. Per questo viene presa la regina della famiglia, l'Electra Glide, e semplificata. La moto frontalmente si caratterizza per il mono faro, gli specchietti retrovisori nascosti dietro l'iconica carenatura (Bat Wing) e il parabrezza basso e scuro. Altre peculiarità del modello sono la sella a basso profilo con il posto per il passeggero con un disegno spiovente a seguire la linea del parafango, assenza delle barre di protezione posteriori per le borse e ammortizzatori più bassi e rigidi che diminuiscono l'altezza da terra della moto donando una linea più bassa e filante. Il risultato è una “Touring” che rispetto alla sorella maggiore Electra Glide sembra più bassa e filante.

## Modelli ed evoluzione
2006: Presentata per la prima volta nel settembre 2005, montava un motore Twin Cam 88 (1450 cm³) a 5 marce. Denominata FLHXI.
2007, la Street Glide viene dotata del nuovo motore Twin Cam 96 (1580 cm³) e con il nuovo cambio Cruise Drive a sei rapporti. Presenta come impianto audio l’Advanced Audio System di Harman-Kardon. Viene migliorato l’impianto antifurto con l’adozione di un nuovo trasponder evoluto fatto per evitare interferenze.
2009: introduzione del nuovo telaio, modificate le sospensioni anteriori e riprogettato il sistema IDS (Isolated Drive System). Adottata ruota anteriore in alluminio da 17 pollici, ed al posteriore una da 16 che aumenta a 180 di larghezza. Il motore rimane il collaudato Twin Cam 96 (1580 cm³). ABS, Cruise control e Smart Security System sono optional.
2010: In quest’anno le modifiche sostanziali sono l’adozione di una ruota anteriore da 18 pollici, e al posteriore l’eliminazione del fanale centrale con l’entrata dei due fanali posteriori a led con frecce integrate, che liberano di più la linea del parafango donando una caratteristica più “bagger”.Per la prima volta viene presentata una CVO su base Street Glide (FLHSE) con motore 110. Oltre la versione top di gamma, si aggiunge anche un trike su base Street Glide (FLHXXX).
2011: In quest’anno tutta la gamma touring adotta il nuovo motore Twin Cam 103 (1690 cm³). Esce di produzione il trike a differenza del CVO che viene ripresentatato con motore 110 (FLXSE2)
2014: Come tutta la famiglia Touring, con il model year di quest’anno vengono introdotte tutte le migliorie ed evoluzioni chiamate “Progetto Rushmore”. La motorizzazione rimane il Twin Cam 103 (1690 cm³) High Output. Introduzione del nuovo impianto frenante “Reflex” Brembo con ABS. Nuova carenatura frontale bat wing con apertura “Split Stream” per diminuire le turbolenze al casco, e strumentazione ridisegnata. Nuovo impianto infotainment GT BOOM! BOX con schermo touch screen a colori con connettività Bluetooth, tecnologia TTS (text-to-speech), navigazione GPS. Comandi al manubrio ridisegnati e più ergonomici con nuove funzioni. Nuove borse laterali ridisegnate con apertura “one touch”. Nuovi cerchi a raggi in alluminio presso fuso, con l’anteriore di 19 pollici. Come infotainment sono disponibili due versioni, una base con schermo da 4.5 ed una con navigatore e schermo da 6.5 pollici. Questo differenzia i modelli FLHX (Street Glide) dall’FLHXS (Street Glide Special).
2017: Viene abbandonato il motore Twin Cam 103, per l’adozione del nuovo motore Milwaukee Eight 107 (1745 cm³) a 8 valvole. Ritorna in catalogo il CVO (FLXSE) con motore 114.
2018: Quest'anno la Street Glide viene venduta in due modelli, la FLHX Street Glide (motore, carter, consolle e scarichi cromati) e la FLHXS Street Glide Special (motore, carter, consolle e scarichi neri). Per tutte e due le versioni è montato il Milwaukee Eight 107. Le novità rispetto all'anno precedente sono l'adozione di una ruota posteriore da 18 pollici e un nuovo cerchio anteriore da 19. Le borse laterali sono più lunghe e coprono parte degli scarichi, donando un aspetto più bagger. Sulla CVO il motore viene portato ad una cubatura di 117 e un impianto stereo da 900W.

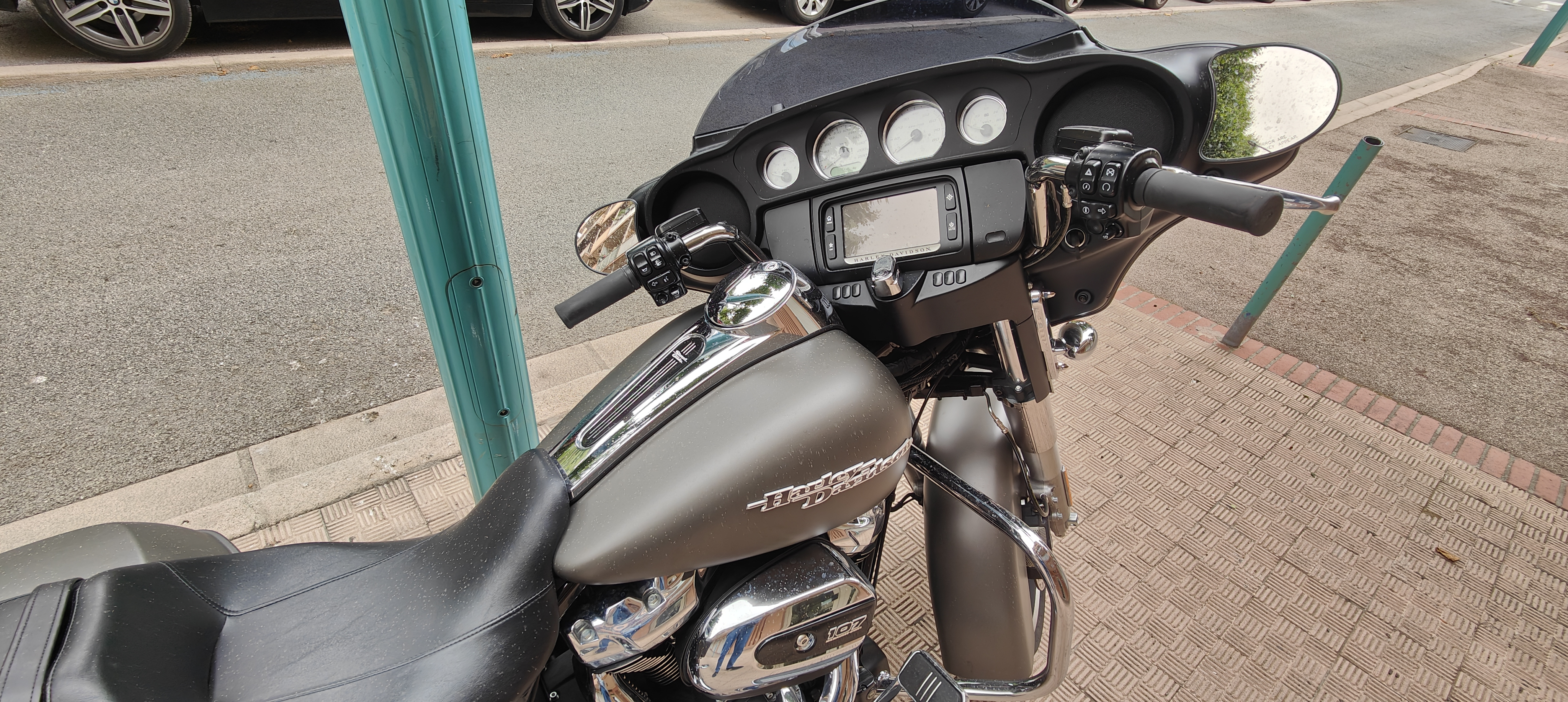
Cruscotto della FLHXS Special 107: 1745c.c.; 150 Nm; monta pneumatici anteriori di misura 130/60 B19 61H, posteriori: 180/55 B18 80H

2019: Il MY2019 della Street Glide non presenta particolari evoluzioni, tranne che per l'adozione del nuovo impianto di infotainment Boom! Box GTS. Completamente touch screen, adotta anche la funzione Apple Car Play.
2020: Con il MY2020 la Street Glide è acquistabile in due versioni. La prima è la Street Glide con motore Milwaukee Eight 107 cromato come scarichi e rifiniture; la seconda è la Street Glide Special motore Milwaukee Eight 114, carter, consolle e scarichi neri. Le più grosse novità sono nei contenuti di aiuto alla guida, con il sistema RDRS (Reflex Defensive Rider Systems), un insieme di dispositivi ed elettroniche che agiscono e controllano la trazione e la frenata, accelerazione e decelerazione della moto in rettilineo ed in curva adattando la migliore soluzione di guida ai vari manti stradali o situazioni di emergenza. Un sistema ABS evoluto che controlla la frenata e gestisce la ripartizione della pressione dei freni in base all'angolo di inclinazione della moto, aiutando il guidatore a mantenere la linea di percorrenza prevista. Novità di questo sistema è la funzione di controllo della trazione sia in accelerazione, evitando di scodare in curva e in decelerazione scongiurando il blocco della ruota posteriore in caso di scalate di marcia bruschi o su fondi scivolosi. Altro contenuto elettronico adottato quest'anno è l'HD Connect, un sistema ad abbonamento che permette di visualizzare sullo smartphone tutte le funzioni della moto e di essere avvertiti se la moto viene forzata o manomessa.
2021: Nel MY2021 rimane solo a catalogo la Street Glide Special con motore Milwaukee Eight 114, con scarichi, motore e accessori completamente neri. Rispetto all'anno precedente non varia niente tranne i colori carrozzeria disponibili.
2022: Con la gamma MY2022 in vendita da settembre 2021, troviamo la Street Glide Special e la nuova Street Glide ST. La Special con motore Milwaukee Eight 114 (158 Nm, 93 CV/69 kW a 5.250 giri/min) è acquistabile sia con motore, scarichi,  e accessori completamente neri, che completamente cromati. Quest'opzione del motore cromato non era in commercio da due anni, da quando è uscita dal catalogo la Street Glide 107. Rispetto all'anno precedente sono stati introdotti solamente alcuni accorgimenti estetici come il filtro aria "Ventilator" e la barra motore bassa. È stata eliminata la frizione idraulica e riadottato un comando frizione a cavo. E’ variata la consolle centrale che nascondeva il tappo serbatoio, introducendo nella nuova una consolle più snella e il tappo serbatoio senza chiave, ora è posizionato sul lato destro come le versioni cruiser. La motocicletta è acquistabile in 3 verniciature monocolore e 2 bicolore, potendo scegliere tra motore cromato o nero. Si può avere anche in tinta unita verde opaco con motore nero (Deadwood Green Denim). Ordinabile anche una Limited Edition da 500 esemplari di Street Glide® Special Artic Blast, con borse laterali corte, motore nero e con una verniciatura multicolore con tonalità intense e ad alto contrasto, rifinita con sfumature con motivo esagonale, applicate a mano.
La Street Glide ST, è la novità di questo model year. Monta un motore Milwaukee-Eight 117 (1923 cc, 168Nm, 103 CV/77 kW a 5.450 giri/min), completato con un filtro aria Heavy Breather ed uno scarico ad alto flusso doppio con crossover. Ordinabile solo in due colorazioni (Vivid Black e Gunship Gray) questo nuovo modello si distingue dalla versione Special, per essere una bagger più sportiva. Motore nero con aste punterie cromate e fregio sulle teste di color bronzo. Esteticamente la Street Glide ST, rispetto alla Special ha una luce da terra di un centimetro più alta (13.5cm ST – 12.5cm Special), ma viene venduta di serie con una monosella a basso profilo con viti nascoste, che rende l’altezza alla sella più bassa di 2cm rispetto alla sorella Special (Altezza sella ST 690mm – Special 710mm). Le borse laterali sono a profilo standard e adottano due nuovi catarifrangenti posteriori. Questa versione è venduta in esclusiva con i cerchi color bronzo in tinta con il fregio sulle teste, e all’anteriore è stato adottato un parafango slim, molto meno coprente, ma più piccolo ed aerodinamico. Variata, rispetto alla Special, anche la fanaleria posteriore, che ora adotta un fanale centrale, scorporando la luce di posizione e le luci di direzione dalle frecce laterali.

## Modelli CVO
FLHXSE – Street Glide CVO (2010) Twin Cam 110 (1802 cm³)
FLHXSE2 – Street Glide CVO (2011) Twin Cam 110 (1802 cm³)
FLHXSE3 – Street Glide CVO (2012) Twin Cam 110 (1802 cm³)
FLHXSE – Street Glide CVO (2015) Harley-Davidson Twin Cam 110 (1802 cm³)
FLHXSE – Street Glide CVO (2016) Harley-Davidson Twin Cam 110 (1802 cm³)
FLHXSE – Street Glide CVO (2017) Milwaukee Eight 114 (1868 cm³)
FLHXSE – Street Glide CVO (2018) Milwaukee Eight 117 (1923 cm³)
FLHXSE – Street Glide CVO (2019) Milwaukee Eight 117 (1923 cm³)
FLHXSE – Street Glide CVO (2020) Milwaukee Eight 117 (1923 cm³)
FLHXSE – Street Glide CVO (2021) Milwaukee Eight 117 (1923 cm³)
FLHXSE – Street Glide CVO (2022) Milwaukee Eight 117 (1923 cm³)

## Curiosità
Nelle ultime due stagioni della serie televisiva Sons of anarchy, il personaggio principale Jax Teller spesso guida una Street Glide nera con motore 103, affiancandola ad un Dyna Super Glide Sport del 2003 customizzata club style.